# 堺事件
堺事件（さかいじけん、仏: Incident de Sakai）は、慶応4年2月15日（太陽暦1868年3月8日）に和泉国堺の堺港で起きた、土佐藩士によるフランス帝国水兵殺傷（攘夷）事件、及びその事後処理を指す。泉州堺事件（せんしゅうさかいじけん）、摂津国堺の妙国寺において処刑が行われたため、妙国寺事件（みょうこくじじけん）とも呼ばれる。
慶応4年に近畿で起こった外国人殺傷事件は三度ある（神戸事件、堺事件、パークス英公使襲撃事件）が、外国側・日本側ともに最も多くの犠牲者を出した。

## 概要
攘夷論のいまだおさまらぬ慶応4年2月15日午後3時頃、フランス海軍のコルベット艦「デュプレクス」は、駐兵庫フランス副領事M・ヴィヨーと臨時支那日本艦隊司令官ロアら一行を迎えるべく堺港に入り、同時に港内の測量を行った。この間、士官以下数十名のフランス水兵が上陸し市内を遊びまわる。夕刻、近隣住民の苦情を受け、六番隊警備隊長・箕浦元章（猪之吉）、八番隊警備隊長・西村氏同（佐平次）らは仏水兵に帰艦を諭示させたが言葉が通じず、土佐藩兵は仏水兵を捕縛しようとした。仏水兵側は土佐藩の隊旗を奪った挙句、逃亡しようとしたため、土佐藩兵側は咄嗟に発砲。和泉国堺栄橋通・旭町（現・大阪府堺市堺区栄橋町・大浜北町）一帯で銃撃戦となり、土佐藩兵側が仏水兵を射殺または、海に落として溺死させ、あるいは傷を負わせた。遺体は16日に引き渡しを終えた。なお詳細な原因は話者ごとに食い違っており、フランス側は何もせぬのに突如銃撃を受けたと主張している。死亡した仏水兵は11名で、いずれも20代の若者であった。
- シャルル・P・アンドレ・M・ギヨン（第一級見習士官、22歳）
- ガブリエル・マリ・ルムール（第一級一等水兵、28歳）
- ヴィクトル・グリュナンヴェルジェ（機関運転手、24歳）
- オーギュスト・ルイ・ランジュネ（三等水兵、22歳）
- ラザル・マルク・ボベス（三等水兵、22歳）
- ピエール・マリ・モデスト（二等水兵、27歳）
- アルセーヌ・フロミロン・ユメ（三等水兵、23歳）
- ジャン・マチュラン・ヌアール（三等水兵、22歳）
- ジャック・ラヴィ（三等水兵、22歳）

（以上9名は3月8日死亡）
- ヴァンサン・ブラール（三等水兵、20歳）
- フランソア・デジレ・コンデット（水兵希望、23歳）

（以上2名は3月9日死亡）

## 経緯

### 土佐藩兵の行動
箕浦元章（猪之吉）率いる土佐藩六番隊は、鳥羽・伏見の戦い直後の慶応4年1月9日八つ時（午後2時）に京を出立、淀城に向かった。新政府軍総裁仁和寺宮彰仁親王警護の土佐藩兵先鋒と交代するためであったが、同日夜に淀城に到着した時は、仁和寺宮と警護兵は既に城を立ち大坂に向かった後だった。軍監・林茂平（亀吉）の判断で六番隊は翌10日夜明けに淀城を立ち、淀川を下って、同日夜大坂で仁和寺宮隊と合流した。この時点で仁和寺宮の警護は薩摩藩兵に代わっており、六番隊は当初の目的を失ってしまった。
1月11日、六番隊の新たな任務が堺町内の警護に決まった。当時の堺は大坂町奉行の支配下にあったが、1月の大坂開城で大坂町奉行は事実上崩壊し、旧堺奉行所に駐在していた同心たちも逃亡してしまっていた。六番隊は即日出発し、その日のうちに堺に入った。
1月16日、箕浦の下に神戸事件の情報が入った。事件は箕浦を怒らせるに十分であった。箕浦はもともと儒学者で、その日のうちに箕浦は在京阪の土佐藩兵力を検討している。
神戸事件以外に箕浦を苛立たせていた出来事があった。1月17日、大坂の林軍監より「中国四国征討総督四条隆謌の姫路進発のため、堺の土佐藩兵の一部を大坂へ帰還させよ」との命令が出たのである。これでは任務を遂行できないとみた箕浦は、林に増援を求める書状を送り、さらに自ら大坂の軍監府に赴いた。
箕浦の要求が通り、京から西村佐平次率いる八番隊が到着したのは2月8日である。

### フランスの行動
ロッシュを訪問していた極東艦隊司令長官ギュスターヴ・オイエは、2月10日の離日に際し、部下に浅瀬の測量を命じている。前年12月15日に大坂天保山沖でアメリカ海軍提督を乗せたボートが転覆し、提督らが溺死した事故を踏まえての指示であった。

### 事件へ
2月15日、ヴィヨー、ロアら一行は大阪から兵庫の領事館への帰路、陸路を伝って堺に寄ろうと紀州街道を南下した。外国事務局からその通報の無かった箕浦、西村率いる土佐藩兵は同日昼ごろこれを阻み、大和川にかかる大和橋で引き返させた。

## 事後処理

### 埋葬
殺害された仏水兵11名は、神戸居留地外人墓地において駐日仏公使レオン・ロッシュ、駐日イギリス公使ハリー・パークスのほかオランダ公使ら在阪外交官立会いのもとに埋葬された。ロッシュは悲哀を込めた弔文を読み上げたが、それには「補償は一層公正であり、少しも厳しくないことはないであろう。私はフランスと皇帝の名において諸君に誓う。諸君の死の報復は、今後われわれ、わが戦友、わが市民が、諸君の犠牲になったような残虐から免れると希望できる方法で行われるであろう」という、復讐を誓った一文が込められていた。

### 波紋
事件発生の報は翌2月16日の朝には京に届いた。山内容堂は、2月19日早朝、たまたま京の土佐藩邸に滞在していた英公使館員アルジャーノン・ミットフォードに、藩士処罰の意向を仏公使に伝えるように依頼した。この伝言は淀川を下り、夕刻には大坂へ戻ったミットフォードにより、兵庫に滞在する仏公使ロッシュに伝えられた。
ロッシュは、同じく2月19日、在坂各国公使と話し合い、下手人斬刑・陳謝・賠償などの5箇条からなる抗議書を日本側に提示した。5箇条の内容は、『堺市史第三巻　本編第三』777頁によると、以下の通りであった。
1. 下手人たる土佐藩隊長以下隊員を、暴行の場所に於いて、日仏両国の検使立会の上、斬刑に処すること
2. 賠償として、土佐藩主（山内豊範）は15万ドルを支払うこと
3. 外国事務に対応可能な親王がフランス軍艦に出向いて、謝罪の意思を表すこと
4. 土佐藩主も自らフランス側に出向いて謝罪すること
5. 土佐藩士が兵器を携えて開港場に出入りすることを厳禁すること

当時、各国公使と軍艦は神戸事件との絡みで和泉国・摂津国の間にあった。一方、明治政府の主力軍は戊辰戦争のため関東に下向するなどしており、一旦戦端が開かれれば敗北は自明の理であった。明治政府は憂慮し、英公使パークスに調停を求めたが失敗。2月22日、明治政府はやむなく賠償金15万ドルの支払いと発砲した者の処刑などすべての主張を飲んだ。これは、結局、当時の国力の差は歴然としており、この状況下、この（日本側としては）無念極まりない要求も受け入れざるを得なかったものとされる。

### 土佐藩士への処分

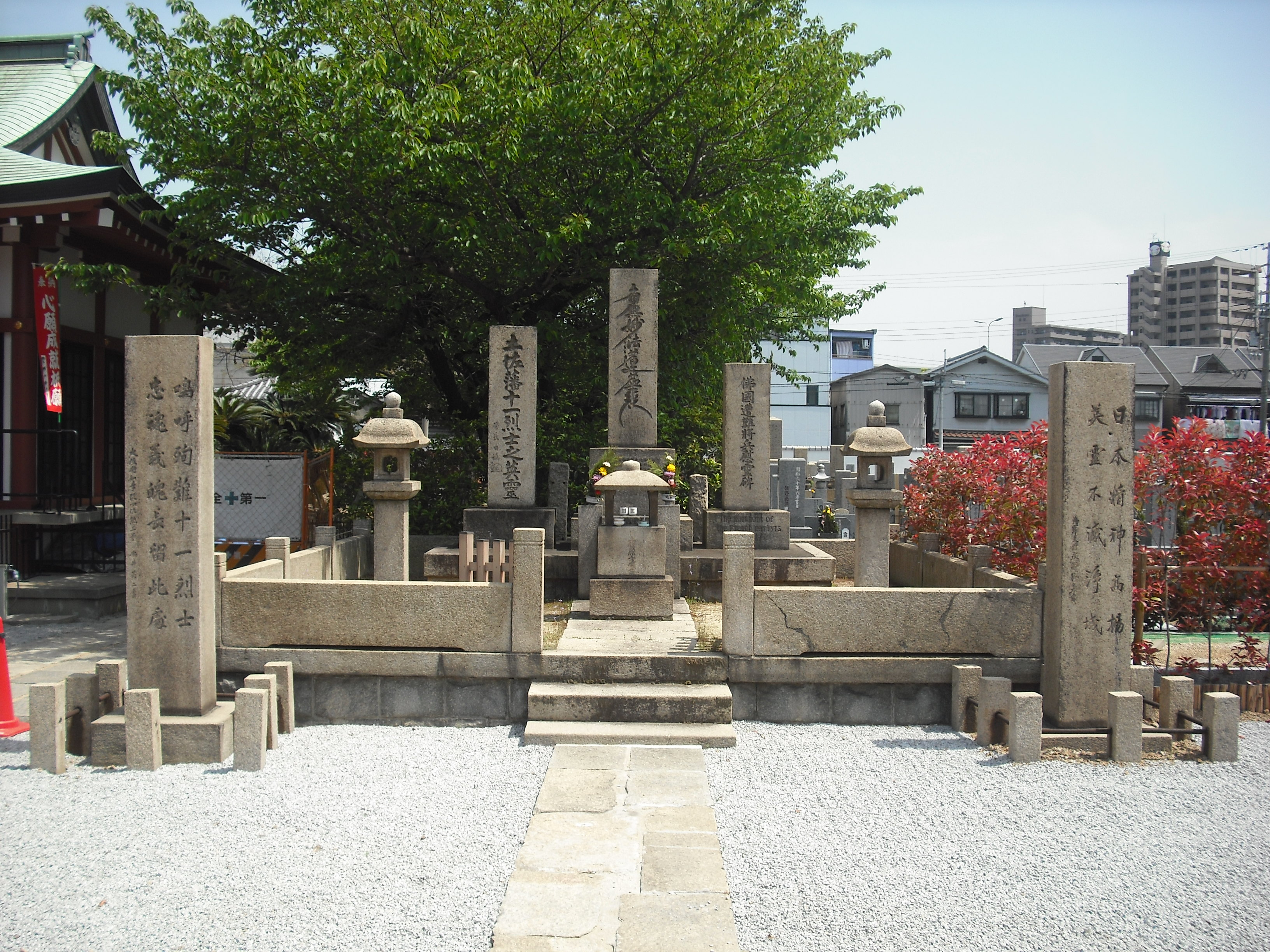
妙国寺にある土佐藩士供養塔

土佐藩は警備隊長箕浦、西村以下全員を吟味し、隊士29名が発砲を認めた。一方朝廷の岩倉具視、三条実美らは、フランスの要求には無理難題が多く隊士すべてを処罰すると国内世論が攘夷に沸騰する事を懸念し、処罰される者の数を減らすように要求。結局、政府代表の外国事務局輔東久世通禧、外国事務局掛小松帯刀、外国事務局判事五代友厚らがフランス側と交渉し、隊士全員を処罰せず隊長以下二十人を処罰すること。処刑の時間および場所などをまとめた。
まず、隊長の箕浦、西村ら4名の指揮官は責任を取って死刑が決定。残る隊士16名を事件に関わった者として選ぶこととなり、大坂白髪町（現・大阪府大阪市西区北堀江）にある土佐稲荷神社で籤を引いて決めた。
死刑となった顔ぶれは以下の二十名である(堺妙国寺十一烈士銘々図傳 )。
- 箕浦猪之吉元章（25歳）
- 西村佐平次氏同（24歳）
- 池上弥三吉光則（38歳）
- 大石甚吉良信（35歳）
- 杉本広五郎義長（34歳）
- 勝賀瀬三六稠迅（28歳）
- 山本哲助利雄（28歳）
- 森本茂吉重政（39歳）
- 北代堅助正勝（36歳）
- 稲田貫之丞楯成（28歳）
- 柳瀬常七義好（26歳）

以上が切腹した（括弧内は没時の年齢）。
- 橋詰愛平有道
- 川谷銀太郎重政（恩赦直前の1868年9月5日病死）
- 金田時治直政
- 竹内民五郎都栄
- 岡崎栄兵衛重明
- 土居八之助盛義
- 横田辰五郎正輝
- 垣内徳太郎義行
- 武内弥三郎栄久

川谷以外は恩赦八士と呼ばれた。

### 死刑執行
2月23日（3月16日）、大阪裁判所の宣告により摂津国堺材木寺町（現・大阪府堺市堺区材木町東）の妙国寺で土佐藩士20人の刑の執行が行われた。切腹の場で藩士達は自らの腸を掴み出し、居並ぶフランス水兵を大喝した。立ち会っていたフランス軍艦長であるアベル・ベルガス・デュプティ＝トゥアールは、（フランス人の被害者数と同じ）11人が切腹したところで外国局判事五代友厚（才助）に中止を要請し、結果として9人が助命された。

### 外交決着と藩士への恩赦
2月24日、外国事務局総督山階宮晃親王は、大阪鎮台外国事務兼務伊達宗城を伴ってフランス支那日本艦隊旗艦「ヴェニス」に行き、ロッシュと会見。明治天皇からの謝意と宮中への招待を述べた。そのとき、宗城とロッシュとの間に生存者9名についての話し合いがもたれ、仏側は自軍の死者と処刑者の数が同じことで満足し、9名の助命を了承した。翌25日には土佐藩主山内豊範が「ヴェニス」に乗船、ロッシュらに謝罪したが、加害者側の藩主が来ることもあって、このときは24日と違って礼砲もないなど仏側の態度は冷やかであった。
ロッシュは30日御所に参内（はじめパークスも一緒に参内する予定であったが、直前に京都市内縄手通りで堺事件に憤激した攘夷志士三枝蓊、朱雀操に襲撃されて取りやめとなり、翌3月1日に延期となった。）天皇からの謝意を受けた。こうして政府間の問題解決は終了することになる。また9人については29日に東久世通禧、伊達宗城、鍋島直大の連名で「・・・死一等ヲ免シ、其藩ヘ下シ置カレ候条、流罪申付クベキ事」という書面が土佐藩に30日付で下され、こうして残された9名の処置が決定した。9名は熊本藩、広島藩に預かりとなっていた。
処刑を免れた橋詰愛平ら9人は、土佐の渡川（四万十川）以西の入田へ配流と決まるが、皆口々に「我々は国のために刀を抜いた者だ。仏人の訴えで縛に就き、死罪を免ぜられ無罪となり帰国したのに、このうえ流罪とは納得できない」と不平を述べた。藩側は改めて朝廷の沙汰書を示し「ご処置は気の毒だが、枉げて承知してほしい。流罪といっても長期ではない」などと説得してようやく了解を得た。こうして、袴帯刀を許され駕籠を用いるという破格の処遇で入田へ向かった。庄屋宇賀佑之進預けとなり、その後明治新政府の恩赦により帰郷した。遭難したフランス人の碑は神戸市立外国人墓地に建てられた。

## 反応・受容
大阪では事件についての流行歌「今度泉州沖で、土佐の攘夷が、大あたり、よか、敵は仏蘭西、よっ程 ゑじゃないか、よふか、よか、よか、よか、」「妙国寺、妙国寺、土佐のおさむらい腹を切る。唐人見物、ビックリシャックリと、おおさビックリシャックリと。」などが歌われた。はじめ11人の墓は妙国寺に置かれる予定であったが、勅願寺に切腹した者を葬るのは不都合という伊達宗城の意見が通り、同じ堺市内の宝珠院に置かれた。その11人の墓標には多くの市民が詰めかけ「ご残念様」と参詣し、生き残った9人には「ご命運様」として死体を入れるはずであった大甕に入って幸運にあやかる者が絶えなかった。
高知県内では、切腹させられて死んだ旧藩士らを顕彰すべきとの世論が早い時期からあった。明治16年の紀念碑建設運動に対し、政府（外務省、内務省）は親族による追悼は構わないが事績を顕彰する目的での紀念碑は外交上の理由から不可とする回答をした。
明治26年（1893年）に内務省は顕彰を目的とし、内訓として府県に維新功労者の名簿の取り纏めを命じ、高知県は「勤王者調」をまとめたが、この時点で含まれていたのは箕浦猪之吉一名のみだった。
高知県側は11名の死者を「烈士の英霊」であるとし、靖国神社への合祀を求める嘆願をした。大正時代には第一次世界大戦で日本とフランスが協調した。日本側は1917年（大正6年）に堺で事件における両国の死者を弔う「弔魂会」、その後堺事件五十年祭典を開催するなどした。この時点で、フランス側の反感は薄れたものと考えられた。1917年に高知県護国神社は11名を合祀した。1920年に、11名の日本側死者が「殉難者」として靖国神社に合祀された。これに至る過程には、いずれも高知出身の実業家片岡直輝・片岡直温、宮中土佐派と言われた土方久元、岩崎英重、陸軍の阪井重季などが関与したものと考えられている。

## 堺事件を題材とする作品

### 堺事件を主題とする小説
- 森鷗外 「堺事件」（『新小説』1914年2月）
- 中山義秀 『土佐兵の勇敢な話』 講談社（講談社文芸文庫）、1999年
- 日向康 『非命の譜　神戸・堺浦両事件顛末』 社会思想社、1994年　(はじめ毎日新聞社、のち現代教養文庫)
- 大岡昇平 『堺港攘夷始末』 中央公論社、1989年（のち中公文庫、1992年）
- 井上友一郎 『幕末刺客伝』 鱒書房、1958年
- 中沢昭二 『お残念さん』上下巻、おりじん書房、1977年
- 木内恭子 『くじで決まった命』 けやき書房、1998年
- 与謝野晶子「故郷」（『三田文学』1911年6月、『晶子詩編全集』1929年）

### 堺事件が登場する小説
- 島崎藤村 『夜明け前』〈第2部第2章〉 新潮社、2012年（新潮文庫）
- 司馬遼太郎 『俄 浪華遊侠伝』 講談社、1966年（講談社文庫（下））
- 大佛次郎 『天皇の世紀』〈9 内乱〉 文芸春秋（文春文庫）、2010年
- 海音寺潮五郎 『西郷隆盛』第9巻〈堺事件〉　朝日新聞社、1978年
- 安岡章太郎 『放屁抄』〈切腹〉　岩波書店、1979年
- 三好徹 『叛骨の人』〈第2章〉　新潮社、1980年
- 綱淵謙錠 『乱』〈第21章 艦長プティ・トゥアール〉　中央公論社、1996年
- 団鬼六 『最後の浅右衛門』〈争乱の堺・切腹の座〉　幻冬舎、1999年
- 団鬼六 『牛丼屋にて』〈駒くじ〉　バジリコ、2004年

### 音楽
- 民謡「妙国寺節」